# Allemand standard
 (septembre 2021).
Si vous disposez d'ouvrages ou d'articles de référence ou si vous connaissez des sites web de qualité traitant du thème abordé ici, merci de compléter l'article en donnant les références utiles à sa vérifiabilité et en les liant à la section « Notes et références ».
Pour les articles homonymes, voir Allemand (homonymie).
L'allemand standard (Standardhochdeutsch, Standarddeutsch, Hochdeutsch) est la variété standard de la langue allemande utilisée dans des contextes formels pour la communication entre populations utilisant différents dialectes germaniques.
L'orthographe est codifiée officiellement par une organisation internationale, le Conseil pour l'orthographe allemande (Rat für deutsche Rechtschreibung). La prononciation est codifiée officieusement dans des manuels. L'allemand standard sert de langue véhiculaire suprarégionale. Il est enseigné à l'école.

## Terminologie:StandarddeutschversusHochdeutsch
Le terme linguistique Standarddeutsch est rarement utilisé par les germanophones ; ils désignent la variété standard de leur langue plutôt comme Hochdeutsch ou Schriftdeutsch (allemand écrit). Cet usage du mot Hochdeutsch dérive du fait que l'allemand standard est issu des variétés méridionales, appelées en linguistique le haut allemand. Celui-ci regroupe l'allemand supérieur du sud (Oberdeutsch) et le moyen allemand du centre du pays (Mitteldeutsch) et s'oppose au bas allemand du nord, « haut » et « bas » se référant à l'élévation du terrain, comme dans le nom « Pays-Bas », non à la qualité.
L'allemand standard a maintenant largement délogé les dialectes du nord de l'Allemagne, et on y parle une langue assez proche du standard. Dans le sud, la langue standard coexiste avec des dialectes qui en divergent considérablement. Ce déplacement géographique du Hochdeutsch s'explique précisément par le fait qu'il a été appris comme une langue étrangère au nord ; pour cela, la prononciation y suit fidèlement l'orthographe tandis qu'au sud l'orthographe n'a jamais décrit les différentes prononciations régionales que de manière approximative. 
La ville de Hanovre a la réputation d'être celle où l'on parle « le meilleur allemand »; le bas allemand y est presque complètement éliminé .

## Histoire et codifications
L'histoire de l'allemand standard est beaucoup plus complexe que celle du français standard, qui est issu de la langue parlée à la cour de France et a ensuite peu à peu étendu son territoire à la France entière.
Entre les pays germanophones, une institution existe pour standardiser l'orthographe : le Conseil pour l'orthographe allemande (Rat für deutsche Rechtschreibung).
Pour ce qui concerne la prononciation et le vocabulaire, il n'y a jamais eu d'institution comparable à l'Académie française pour l'allemand. La normalisation de la langue standard est largement due à des écrivains, des éditeurs, des grammairiens, des décisions gouvernementales et plus récemment la télévision :
- la traduction de la Bible par Luther au XVIe siècle (Lutherdeutsch), basée sur l'allemand des chancelleries saxonnes (Kanzleisprache), donnant au moyen allemand un avantage qui s'avéra décisif dans la suite,
- les sociétés savantes (académies) du XVIIe siècle,
- Johann Christoph Gottsched, grammairien du XVIIIe siècle,
- la scolarité obligatoire à partir du XVIIIe siècle, le début d'une bureaucratie, la décision de l'impératrice Marie-Thérèse d'abandonner le standard de l'époque, le haut allemand en faveur du moyen allemand,
- l'unification de l'orthographe par Konrad Duden et les règles du ministère de l’Éducation prussien vers 1880,
- le manuel de prononciation de Theodor Siebs en 1898,
- la réforme de l'orthographe de 1900,
- la stagnation imposée par la division de l'Allemagne entre 1945 et 1990 et le monopole du dictionnaire Duden,
- la réforme de l'orthographe allemande de 1996, retouchée en 2006.

## Pluricentrisme
L'allemand standard est une langue pluricentrique, avec trois variantes principales :
- l'allemand standard allemand (Bundesdeutsch, Bundeshochdeutsch, bundesdeutsches Hochdeutsch, Deutschlanddeutsch, Deutschländisch), variante dominante de par le nombre d'utilisateurs et langue officielle en Allemagne ;
- l'allemand standard autrichien (Österreichisches Deutsch), langue officielle en Autriche ;
- l'allemand standard suisse (Schweizer Hochdeutsch), une des langues officielles en Suisse (à ne pas confondre avec le dialecte suisse allemand).

En outre, d'autres variantes secondaires existent, plus ou moins rattachées à l'une des trois ci-dessus, telles que celle de Belgique (Belgisches Deutsch), du Liechtenstein (Liechtensteinisches Deutsch), du Luxembourg (Luxemburger Deutsch) et du Sud-Tyrol (Südtiroler Deutsch), ainsi que d'autres encore rattachées à des communautés de langue allemande de par le monde.

## Diglossie en Suisse et au Luxembourg
En Suisse et au Luxembourg, même dans les occasions les plus formelles, on parle en dialecte. Le dialecte luxembourgeois, une variété de moyen allemand, a été élevé en 1984 au rang de langue nationale. Dans ces deux pays, l'allemand standard n'est plus standard sauf comme langue écrite.
L'allemand standard est obligatoire dans l'enseignement et tous les médias communiquent en allemand standard. Tout ce qui est officiel est allemand. C'est la langue de communication. Les Suisses allemands utilisent l'allemand standard continuellement dans la vie de tous les jours (dans leur vie privée, ils utilisent le dialecte). L'allemand est nécessaire à Zurich. Connaître le dialecte est un avantage, mais il n'est pas nécessaire de le parler.